# Gidi
Gidi é uma vila no distrito de Hazaribag, no estado indiano de Jharkhand.

## Demografia
Segundo o censo de 2001, Gidi tinha uma população de 13 659 habitantes. Os indivíduos do sexo masculino constituem 55% da população e os do sexo feminino 45%. Gidi tem uma taxa de literacia de 68%, superior à média nacional de 59,5%: a literacia no sexo masculino é de 76% e no sexo feminino é de 59%. Em Gidi, 14% da população está abaixo dos 6 anos de idade.